# Ramat
Ramat (jap. ラマツ Ramatsu; na Sachalinie ramu) – pojęcie właściwe dla tradycyjnych wierzeń ajnuskich.
Jest terminem wieloznacznym, w zależności od kontekstu oznaczającym duszę, wszelkie procesy myślowe, serce czy intelekt. Czasem o ramat wspomina się jako o esencji wszelkiego życia. Zgodnie z wierzeniami Ajnów wszystkie istoty, wszelkie nieożywione elementy przyrody, a także przedmioty wytworzone przez człowieka posiadały ramat. Jego utrata oznaczała kres istnienia danego stworzenia lub przedmiotu.
Wyróżniano wiele rodzajów tego bytu. W zależności od tego czy jego konkretny posiadacz był podległy w jakikolwiek sposób człowiekowi, czy też nie, przypisywano mu słabe lub mocne ramat. Mogło być ono również długie (ramu tanne; u osoby o łagodnym usposobieniu) albo krótkie (ramu tahkon; u jednostki porywczej i nerwowej).
Ramat mogło opuszczać ciało swego właściciela oraz każdą inną rzecz, w której się znajdowało. Dawało to ludziom możliwość konsultacji z duchami, odbycia podróży do odległych miejsc (a nawet do świata zmarłych).